# 温泉大道站
温泉大道站是成都地铁19号线的一座地下车站，于2020年12月18日启用。车站位于温江区柳城街道新华社区凤溪大道温泉大道口。
本站因位于温泉大道路口得名，正式命名前曾使用工程名为“凤溪大道南站”。

## 车站结构
本站为地下二层岛式车站，车站全长623.5米。
| 地面              | ·    | 出口A/B1/B2/D                                                                                                 |
| 地下一层          | 站厅 | 自助购票 客服中心                                                                                             |
| 地下二层          | 站台 | \| \| \| 19号线往金星（凤溪河） \| \| 島式 · 開左邊车门 \| \| \| \| \| \| 19号线往天府机场北[註 1]（明光） \| |
|                   |      | 19号线往金星（凤溪河）                                                                                        |
| 島式 · 開左邊车门 |      | |
|                   |      | 19号线往天府机场北（明光）                                                                                    |

## 出入口
本站目前开放4个出入口。
|              |              |                                            |      |
| 编号         | 设施         | 指示                                       | 照片 |
|              | 无障碍电梯   | 凤溪大道南段、文体公园、五洞桥路           |      |
| 出口 · B · 1 |              | 凤溪大道南段、温泉大道二段、文体公园       |      |
| 出口 · B · 2 |              | 温泉大道三段、凤翔大道、浩欣路、浩瀚路     |      |
| 出口 · D     | 无障碍卫生间 | 温泉大道二段、凤溪大道南段、干石路、广柳路 |      |

## 历史
- 2018年9月28日，车站主体结构封顶。[3]
- 2020年12月18日，作为17号线车站启用。
- 2023年9月22日，17号线与19号线拆分，温泉大道站随所在区间划归19号线，车站编号由1705改为1905。